# Marbaix
Marbaix és un municipi francès, situat a la regió dels Alts de França, al departament del Nord. L'any 2006 tenia 440 habitants. Es troba a 90 km de Lilla, Brussel·les o Reims (Marne), a 45 km de Valenciennes, Mons (B) o Charleroi (B), a 19 km de Maubeuge a 7 km d'Avesnes-sur-Helpe i a 5 km de Maroilles.

## Demografia
| 1962                                       | 1968 | 1975 | 1982 | 1990 | 1999 |
| ------------------------------------------ | ---- | ---- | ---- | ---- | ---- |
| 474                                        | 509  | 465  | 456  | 454  | 426  |
| Des de 1962: població sense dobles comptes |      |      |      |      |      |

## Administració
| Període | Identitat        | Partit |
| ------- | ---------------- | ------ |
| 2001-   | Damien Ducanchez |        |